# جنبش بین‌المللی فالکون – انترناسیونال سوسیالیست آموزشی
جنبش بین‌المللی فالکون – انترناسیونال سوسیالیست آموزشی (انگلیسی: International Falcon Movement – Socialist Educational International) یک سازمان غیرانتفاعی بین‌المللی است که برای حقوق کودکان در بلژیک فعالیت می‌کند. این یک سازمان برادری است و با همکاری تنگاتنگ با اتحاد بین‌المللی جوانان سوسیالیست اروپایی کار می‌کند. عضوی از مجمع جوانان اروپا است که در حوزه شورای اروپا و اتحادیه اروپا عمل می‌کند و با هر دو نهاد کار می‌کند. در آمریکای‌لاتین، یک عضو دارد. این جنبش بخشی از نشست بین‌المللی سازمان‌های جوانان است که متشکل از سازمان‌های جوانان فعال در سراسر جهان و سازمان جوانان منطقه‌ای است که برای سازمان ملل متحد و آژانس‌های آن فعالیت می‌کنند. این سازمان در سراسر جهان سازمان‌های عضو دارد و در اروپا و آمریکای جنوبی دارای قوی‌ترین سازمان است. سازمان مادر در نیویورک با سازمان‌های عضو کودکان، جوانان و تمام سنین، گروه‌ها کار کرده و کارزار برگزار می‌کند.
فعالیت‌های این ارگان، اردوگاه‌ها، فعالیت‌های آموزشی و سایر فعالیت‌ها توسط سازمان کشورهای عضو صورت می‌گیرد و سمینارهای بین‌المللی به‌طور منظم در همکاری با دیگر سازمان‌های برادری برگزار می‌شوند. فعالیت اخیر این سازمان پیمان همکاری صلح با اسرائیلی‌ها و فلسطینی‌ها بوده‌است.

## رئیس
- مکس وینتر از روت فالکن، (۱۹۲۵)
- آنتون تزارک از روت فالکن، (۱۹۵۵–۱۹۵۹)
- هانس ماتزناور از روت فالکن، (۱۹۶۷–۱۹۸۰)
- اریک نیلسن از دو لگ اوگ ویرک، (۱۹۸۰–۱۹۸۳)
- پیت کمپنارس از (۱۹۸۳–۱۹۸۵)
- اریک نیلسون از اونگا اورنار، (۱۹۸۵)
- جری اسونسون از اونگا اورنار، (۱۹۸۵–۱۹۹۵)
- جسی سورنسن از دو لگ اوگ ویرک، (۱۹۹۵–۲۰۰۱)
- اوستن لوگرن از اونگا اورنار، (۲۰۰۱–۲۰۰۵)
- تد برچ از اونگا اورنار، (۲۰۰۵–۲۰۰۷)
- تیم شولز از اس جی د شاهین‌ها (۲۰۰۷–۲۰۱۳)
- آنا ماریا آلماریو از بنیاد آکاسیا (۲۰۱۳–۲۰۱۶)
- سیلویا سیکوئیرا کامپوس از میریم (۲۰۱۶–۲۰۱۸)
- کریستینا شوئر از دوستان کودکان سرخ هاوکز، (۲۰۱۸–۲۰۲۲)